# Daisyworld

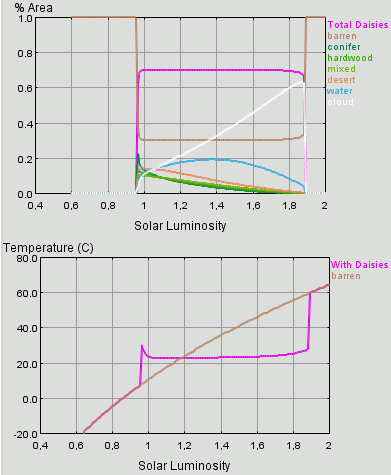
Wyniki symulacji klimatu Daisyworld (gingerbooth.com)

Daisyworld (stokrotkowy świat) – hipotetyczna planeta podobna do Ziemi, model stworzony przez Jamesa Lovelocka, twórcę Hipotezy Gai. Była najpoważniejszym i  najsłynniejszym argumentem stosowanym przez naukowca dla potwierdzenia tej hipotezy. Zdaniem naukowca teoretyczna planeta Daisyworld zachowuje się analogicznie do Ziemi, utrzymując swoją temperaturę na stałym poziomie mimo wpływu rosnącej energii pochodzącej od Słońca. 
Planeta Daisyworld jest uproszczonym modelem biosfery składającej się tylko z jednego gatunku organizmów żywych, utrzymującym globalną temperaturę na stałym poziomie w obliczu czasu i zwiększającej się energii słonecznej. Ukazuje on sposób, w którym stan homeostazy może być utrzymany przez pojedyncze organizmy, działające jedynie we własnym interesie. Dostarczają one w ten sposób globalnemu systemowi rozsądnie stałego zakresu temperatur w obliczu rosnącej siły promieniowania słonecznego. 
Daisyworld to planeta  tej samej wielkości, co Ziemia i obracająca się w takiej samej odległości od gwiazdy podobnej do Słońca. Tak jak nasze Słońce, gwiazda ta stawała się stopniowo jaśniejsza w czasie wypromieniowując coraz więcej ciepła. Jednak temperatura powierzchni Daisyworld pozostała prawie stała przez większość historii tej planety. Dzieje się tak dlatego, że składająca się jedynie z czarnych, białych i szarych stokrotek biosfera Daisyworld pracowała nad złagodzeniem temperatury. 
Stokrotki wpływają na temperaturę powierzchni przez ich zdolność do odbijania światła. Ciemne stokrotki zatrzymują większość ciepła słonecznego, białe odbijają większość tego światła z powrotem do przestrzeni kosmicznej. Szare stokrotki zatrzymują mniej więcej tyle samo ciepła, co odbijają.